# Adidas Brazuca
Adidas Brazuca este mingea oficială a Campionatului Mondial de Fotbal 2014, care a avut loc în Brazilia între 12 iunie și 13 iulie 2014. Incluzând Brazuca, Adidas a realizat 12 mingi pentru Campionatele Mondiale. Brazuca este o versiune actualizată a modelului Tango 12, mingea oficială a Campionatului European de Fotbal 2012. 
Conform specificațiilor oficiale, Brazuca are un procent de absorbție al apei de 0,2 %, cântărește 437 grame și are o circumferință de 69 cm (modelul aprobat de FIFA poate fi între 68,5 – 69,5 cm). Mingea este alcătuită din trei elemente: camera, scheletul și structura externă formată din șase bucăți identice lipite termic. .